# Garub
Garub – opuszczone miasto w regionie !Karas w południowej Namibii.
Garub znajduje się pomiędzy Lüderitz i Aus, został zasiedlony ze względu na swoje strategiczne położenie oraz liczne źródła na Pustyni Namib. Osada leży przy linii kolejowej Lüderitz – Seeheim, i została założona w tym miejscu przez niemieckich Schutztruppe. Po utworzeniu zakazanej strefy, w której wydobywa się diamenty Garub musiało zostać opuszczone i popadło w ruinę.
Obecnie nazwa Garub jest ściśle związana z pustynnymi końmi żyjącymi na wolności od czasów I wojny światowej.